# CHL Import Draft 2002
CHL Import Draft 2002 – 11. draft CHL w historii. Łącznie wybrano 73 zawodników.

## Wybrani
Pozycje: B – bramkarz, LO – lewy obrońca, PO – prawy obrońca, C – center, LS – lewoskrzydłowy, PS – prawoskrzydłowy

Ligi: OHL – Ontario Hockey League, QMJHL – Quebec Major Junior Hockey League, WHL – Western Hockey League

### Runda 1
| #  | Zawodnik (pozycja)       | Pochodzenie | Klub macierzysty     | Klub wybierający (liga)           |
| -- | ------------------------ | ----------- | -------------------- | --------------------------------- |
| 1  | Jiří Drtina (LO)         | Czechy      | Slavia Praga U20     | Sault Ste. Marie Greyhounds (OHL) |
| 2  | Vladislav Baláž (LS)     | Słowacja    | HK Dragon Prešov U20 | Sherbrooke Castors (QMJHL)        |
| 11 | Petr Vrána (C)           | Czechy      | HC Hawierzów         | Halifax Mooseheads (QMJHL)        |
| 15 | Andrej Kascicyn (LS)     | Białoruś    | Polimir Nowopołock   | Medicine Hat Tigers (WHL)         |
| 18 | Tomáš Fleischmann (LS)   | Czechy      | HC Vítkovice U20     | Moose Jaw Warriors (WHL)          |
| 24 | Petr Dvořák (C)          | Czechy      | HC Hawierzów U20     | Regina Pats (WHL)                 |
| 26 | Rusłan Chasanszyn (C)    | Rosja       | Łada Togliattii      | Baie-Comeau Drakkar (QMJHL)       |
| 29 | Jewgienij Artiuchin (PS) | Rosja       | Witiaź Czechow       | Moncton Wildcats (QMJHL)          |
| 37 | Dmitrij Kazionow (C)     | Rosja       | CSKA Moskwa          | Kingston Frontenacs (OHL)         |
| 41 | Mykoła Worosznow (B)     | Ukraina     | Sokił Kijów          | Rouyn-Noranda Huskies (QMJHL)     |
| 43 | Ivan Švarný (LO)         | Słowacja    | HK Nitra U20         | Belleville Bulls (OHL)            |

### Runda 2
| #  | Zawodnik (pozycja)  | Pochodzenie | Klub macierzysty            | Klub wybierający (liga)              |
| -- | ------------------- | ----------- | --------------------------- | ------------------------------------ |
| 60 | Michal Barinka (LO) | Czechy      | HC Czeskie Budziejowice U20 | Cape Breton Screaming Eagles (QMJHL) |